# Isterzannye duši
Isterzannye duši (Истерзанные души) è un film del 1917 diretto da Vladimir Kas'janov.